# シャルル・バルバン
シャルル・バルバン (仏：Charles Barbant、1844年7月15日 - 1921年5月10日）はフランスの版画家、彫版師。日本人版画家、合田清の師としても知られる。

## 経歴

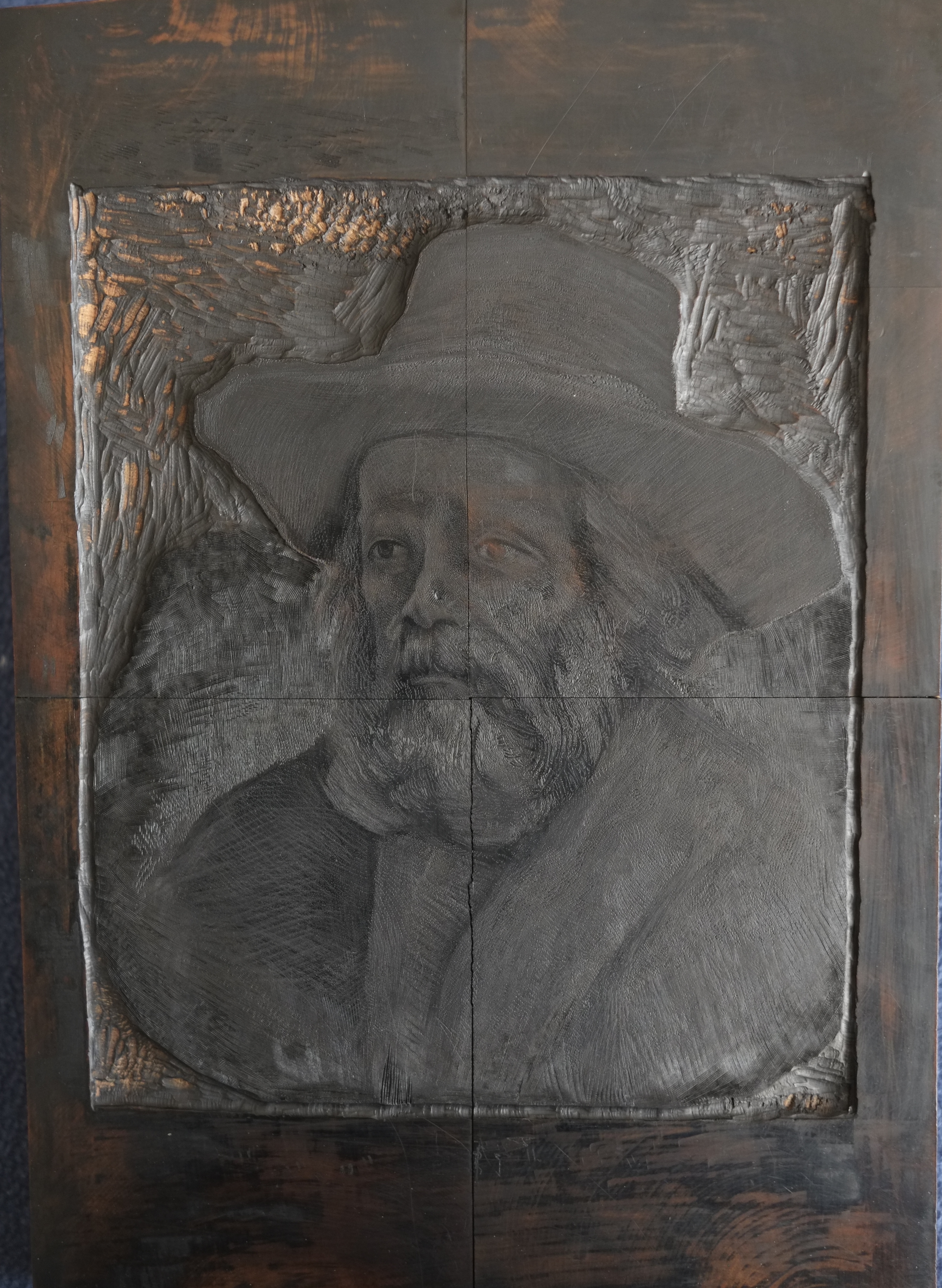
自写像の版木
（画家不詳）

彼はパリに生まれ、彫版師であった父、ニコラ・バルバン (1806-1879) から版画の技術を習い、1863年から1866年まで同じ工房にいたジャン・ベスと仕事をした。1871年に画家、フェリックス＝ジャン・ゴーシャールの娘であるルイーズ・アンジェリーナと結婚。1894年3月には弟子のマリー＝ジュリエッテ・アリオットと再婚した。彼の工房はパリ最大の規模を持ち、木版画を専門としていた。
彼はシャルル・ラプラン、アンリ・テオフィル・イルディブラン、アシェット・リーブルのフォルテュヌ・メオルなどの版画家たちとグループを作った。
彼の版画はフランスの旅行雑誌、『ル・トゥール・デュ・モンド』などにも採用され、写真をもとに版画を作成することもあった。
また、彼は1869年から1882年にかけて、ジュール・ヴェルヌの小説のイラストの版画を多く作成したことでよく知られている。1880年にはパリに留学していた日本人版画家、合田清に版画技法を教えた。
彼は1921年5月10日にパリ11区の自宅で死去した。

### 家族
彼の息子のオーギュストは版画家となり、娘のブランシュはブラジル生まれのイラストレーター、エンリケ・アルヴィン・コレアと結婚した。彼の最初の妻との娘であるジャンヌ・ポール・ジュリーは、作曲家のエドモン・ミッサと結婚した。

## 作品

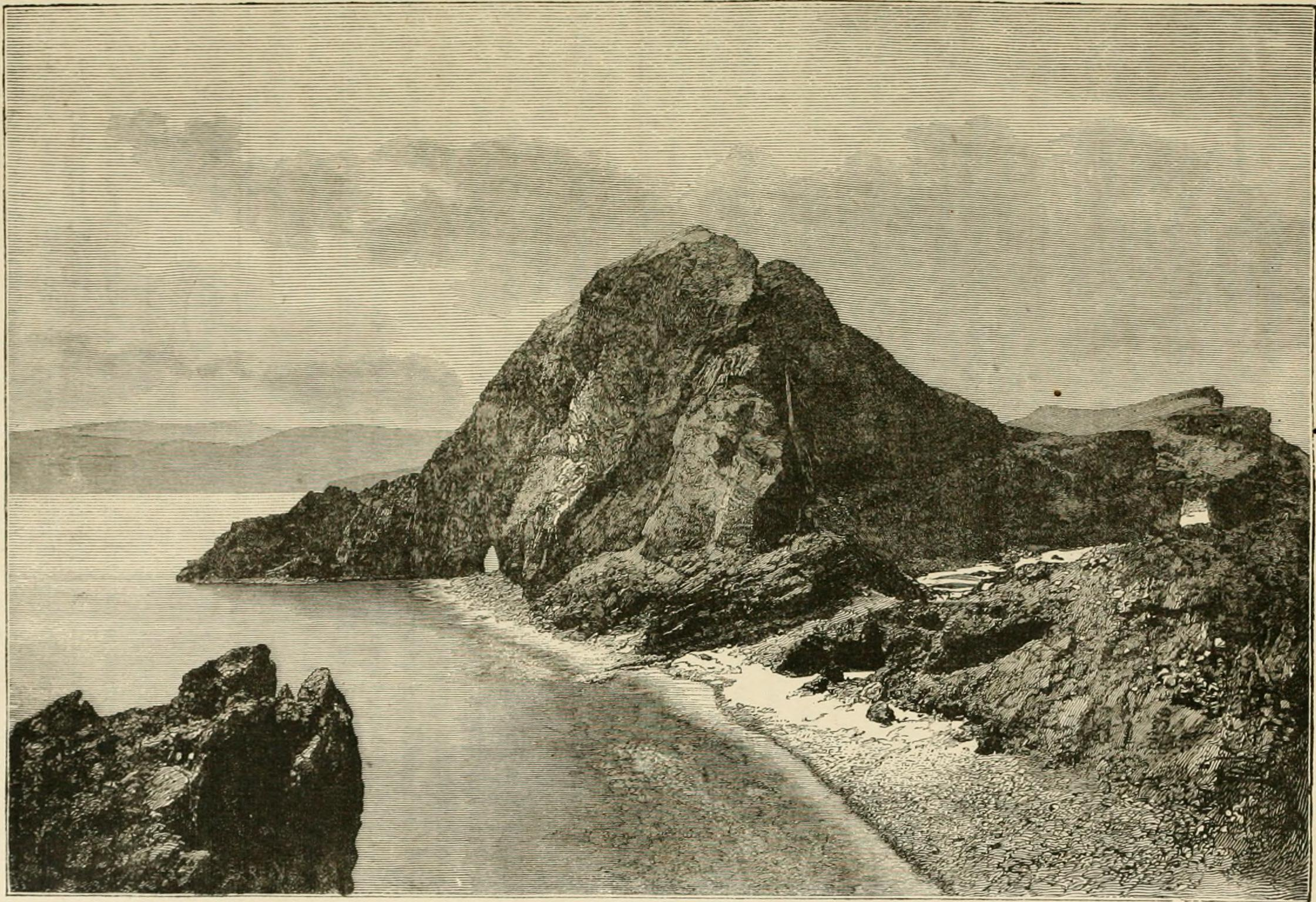
マデイラ東部の岬 (1876年)
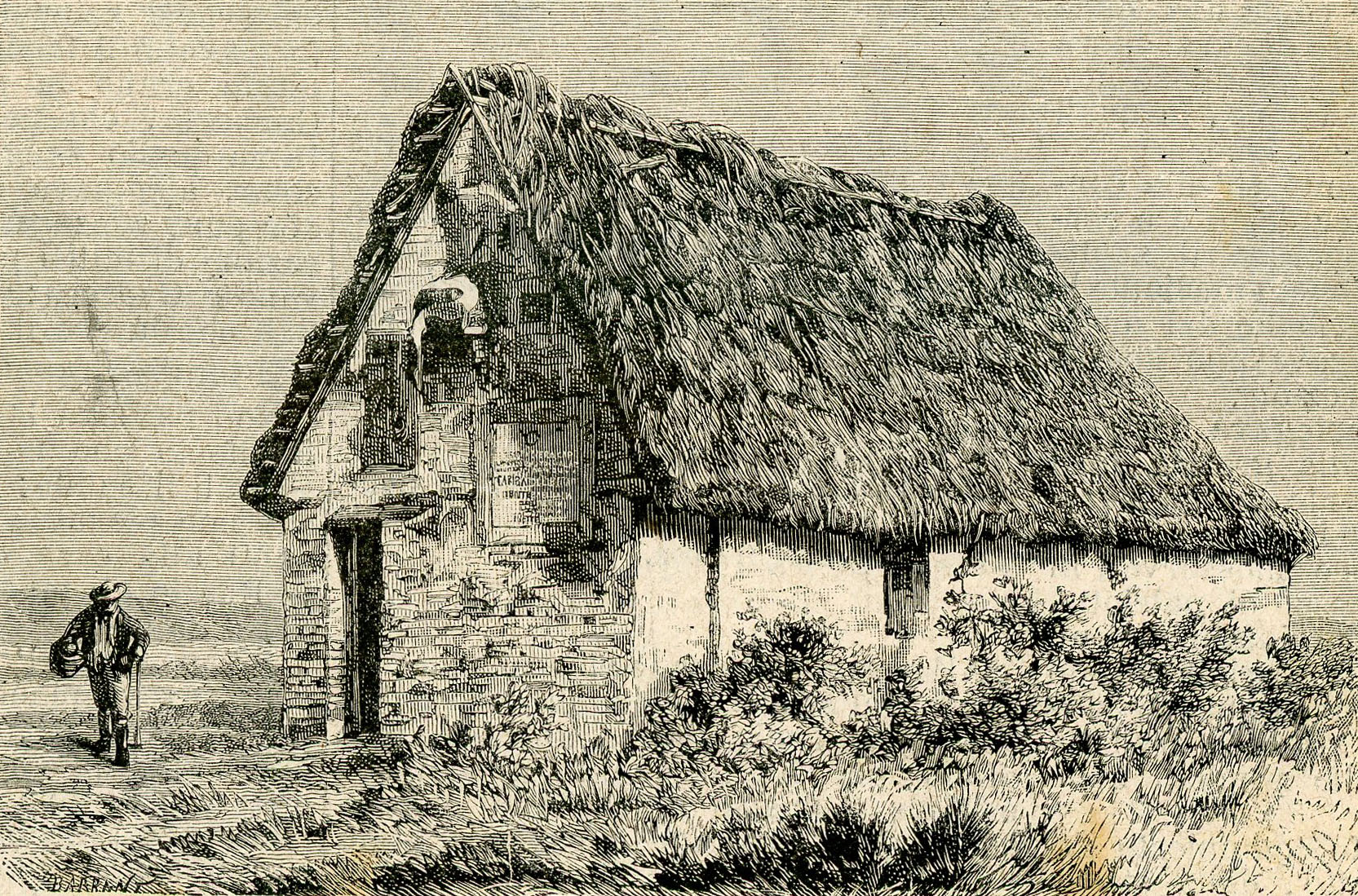
ガリバルディが避難した家 (1884年)
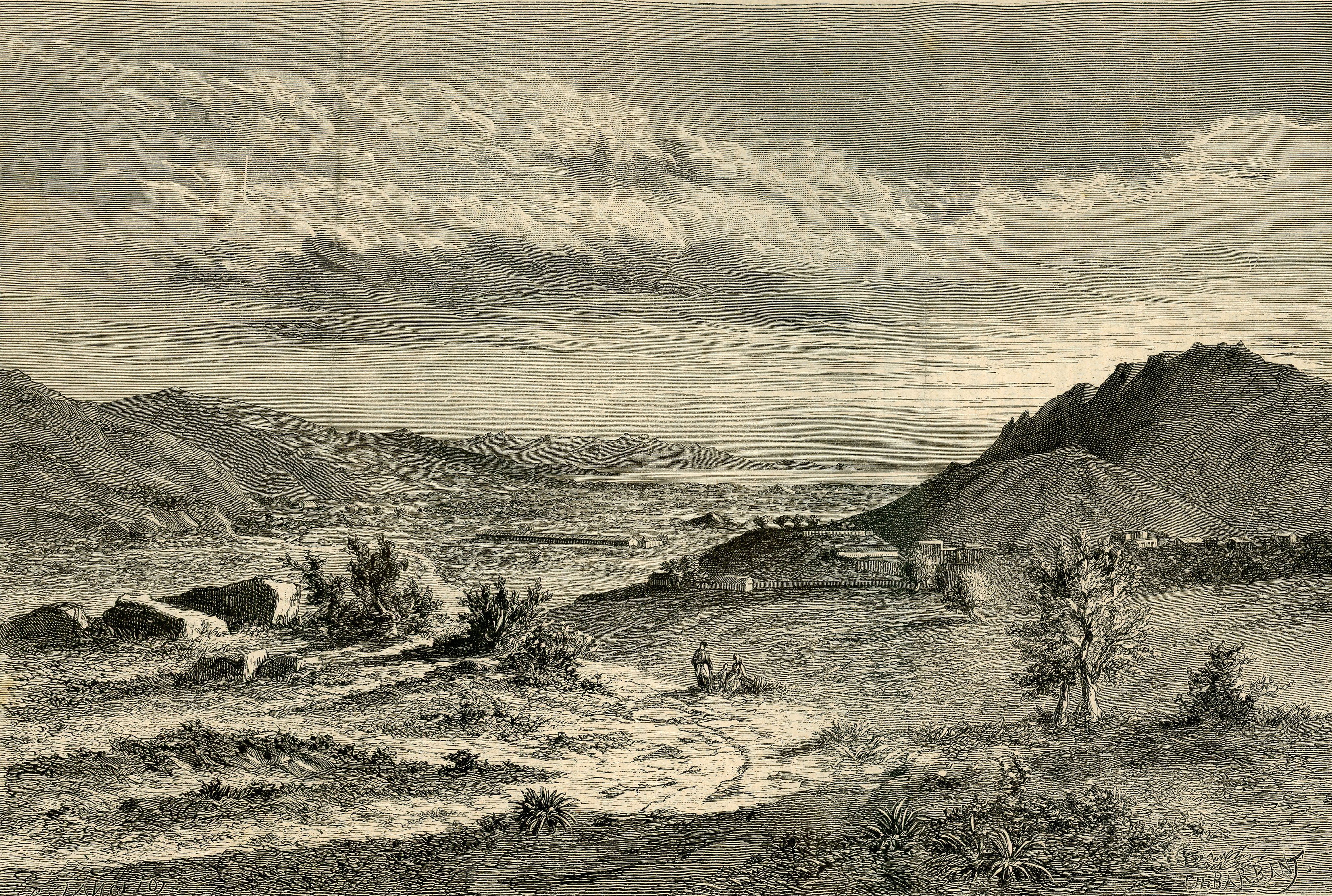
マラトン平原 (1884年)
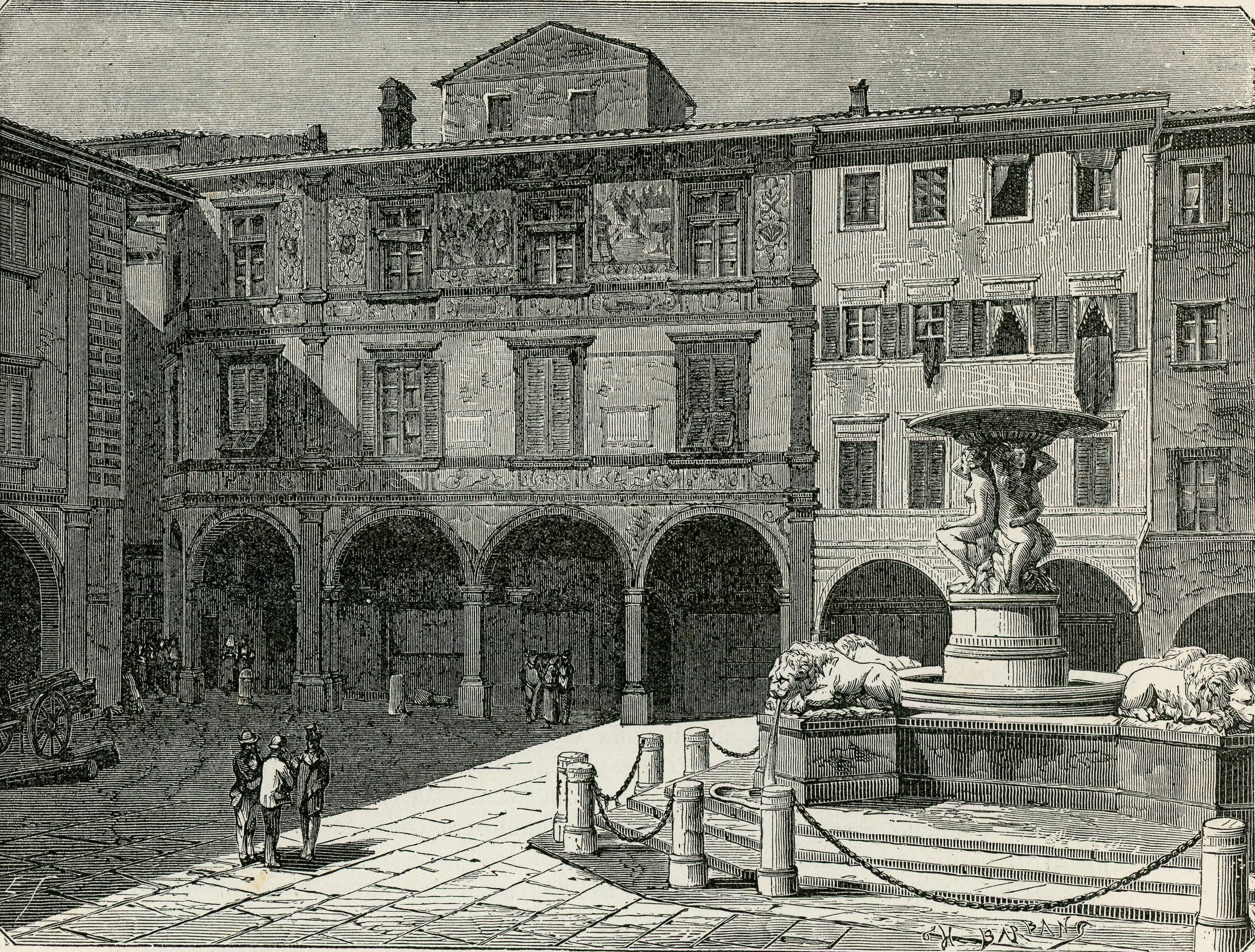
ファリナータ・デッリ・ウベルティ広場 (1894年)

## 共作した画家（一部）
| - レオン・ベネット - ジュール・フェラ - アンリ・ド・モントー - エドゥアール・リウー - ジョルジュ・ルー | - エミール・バヤール - ホーレス・カステッィリ - シャルル・エドゥアール・ドロル - ウジェーヌ・ジラルデ - アドリアン・マリ | - アンリ・メイエ - フェリシアン・ミルバッハ - アシル・シルイ - オスバルド・トファニ - アルフレッド・メイム（出版者） |

## 図書
- ルドヴィーコ・アリオスト著『狂えるオルランド 』原画：ギュスターヴ・ドレ, Paris, Hachette, 1879, in-folio
- Lucien Biart, La frontière indienne : Les voyages involontaires, J. Hetzel, 1880
- Victor Adolphe Malte-Bru, Le département de l'Eure, 1882
- Charles Deslys, La mère aux chats, Hachette, 1885
- Joséphine Colomb, Les révoltes de Sylvie, Hachette, 1889
- Jane Dieulafoy, A Suse. Journal de fouilles. 1884-1886, Hachette, 1888
- Léon Cahun, La bannière bleue, Hachette, 1925

### ポートフォリオ
- avec Ernest Boetzel : Le lac de Genève : album composé de 39 gravures sur bois dessinées d'après nature et entièrement inédites, Paris, J. Bonaventure , [ca 1880].